# Thung lũng Wrocław
Thung lũng Wrocław (thuộc Pradolina Wrocławska, Ba Lan) (318,52) - một tiểu vùng với hình dạng trải dài, nằm ở Silesian Lowlands, với tổng chiều dài về phía tây đến đông là 100 km, và chiều rộng từ 10-12 km, tổng diện tích bề mặt là 1220 km². Từ phía bắc và đông bắc, tiểu vùng này giáp với Rościsławska Upland, Oleśnica Plain và Opole Plain, từ phía tây bắc với đồng bằng Wrocław, thung lũng Nysa Kłodzka và đồng bằng Niemodlin. Ở cực tây bắc, Thung lũng Wrocław giáp với Scinawski Lowland, Lubin Upland và Legnica Plain, trong khi ở cực đông bắc, nó giáp với Chełm Upland (Cao nguyên Silesian) và Lưu vực Racibórz.
Về mặt địa chất, Thung lũng Wrocław là một phần của Monocline Silesia-Kraków và Sudetes Foreland Monocline, được bao phủ trong vật liệu địa chất thế Pleistocene và thế Holocene, chủ yếu là cát, sỏi và fluvisols.
Các nhánh trái của sông Odra trong tiểu vùng là: Osobłoga, Nysa Kłodzka, Oława, Slęza, Bystrzyca, Kaczawa; và phải: Mała Panew, Stobrawa và Widawa.
Các khu định cư lớn hơn nằm trên Thung lũng Wrocław là: Krapkowice, Opole, Brzeg, Oława, Wrocław, Brzeg Dolny và Prochowice.